# Кирило (Павлов)
Архімандрит Кирило (Іван Дмитрович Павлов; 8 вересня 1919 — 20 лютого 2017) — архімандрит Російської православної церкви та один зі старців, які сприяли відродженню духовності сучасної Росії. Народився 1920 року в Росії в родині віруючих селян, з 12 років виховувався невіруючим братом, поруч з яким поступово зневірився. Однак у його житті стався перелом у 1946 році, коли він вступив у духовну семінарію. Духівник трьох останніх патріархів і братії Троїце-Сергієвої лаври, він і нині є в Росії одним з найшанованіших духівників.